# Pornografia (zespół muzyczny)
Pornografia – polski zespół rocka gotyckiego powstały w 1987 roku w Łodzi. Jeden z najważniejszych przedstawicieli polskiej zimnej fali końca lat 80 i początku lat 90 XX wieku.

## Historia
Grupa Pornografia powstała w roku 1987 w Łodzi założona przez muzyka Arkadiusza 'Tytusa de Ville' Sawickiego (znany z późniejszych projektów Bruno The Questionable obecnie Fading Colours oraz Daimonion). Był to jeden z pierwszych polskich zespołów grających w konwencji rocka gotyckiego.
Po kilku latach działalności koncertowej doszło do spotkania z Maćkiem Możdżeniem z Hedone, Andrzejem Bobińskim z grupy T.R.H., a później kolejno, z Krzysztofem Rakowskim z Fading Colours i Robertem Tutą z Agressivy 69. Efektem tych spotkań stało się wspólne przedsięwzięcie, znane dzisiaj jako Castle Party, festiwal, którego początki odbywały się w bardzo spartańskich warunkach na zamku w Grodźcu, a który z czasem wyrósł na największe przedsięwzięcie Dark independent w tej części Europy. Nazwę festiwalu wymyślili Tytus z Krzysztofem Rakowskim, natomiast logo jeźdźca z gitarą w dłoni zaprojektował Miłosz z T.R.H. Na tym festiwalu, kilka lat z rzędu grupa występowała z największymi gwiazdami polskiej sceny gotyckiej.
W roku 1996 po blisko dziesięcioletniej działalności zespół zakończył istnienie. Oficjalnym powodem były niesprzyjające ówcześnie warunki do tworzenia tego typu muzyki i brak zainteresowania wydawców.
Mimo dość długiego czasu istnienia zespół pozostawił po sobie tylko jedno wydawnictwo, kasetę magnetofonową zatytułowaną 1989-1990. Na tej kasecie gościnnie pojawia się Anja Orthodox z zespołu Closterkeller.
Pod koniec roku 2014 grupa reaktywowała się dając szereg koncertów w różnych miastach Polski. Prócz występów na żywo, zespół dokonał nagrań na pierwszy po ćwierćwieczu album, który na chwilę obecną (2016) jeszcze się nie ukazał. Zespół planuje też reedycję swojego pierwszego wydawnictwa w okolicznościowym boxie z dodatkowymi utworami.

## Muzycy
- Tytus De Ville - śpiew, gitara, keyboard
- Tommy Sex - gitara basowa,
- Michał Robert J. - instrumenty perkusyjne. keyboard
- Paweł Bulski - gitara basowa (1987-1990)
- Piotr Jełowicki - gitara (1991-1992)
- Maciek Matuszewski - gitara basowa (1991-1992)
- Robert Tuta - keyboard (1991-1992)

## Dyskografia
- 1991 - 1989-1990 (MC)